# Agabinae
Agabinae (лат.) — небольшое подсемейство плавунцов, насчитывающее приблизительно 350 видов.

## Описание
У имаго обычно передне-вентральный угол средних бёдер со щетинками.

## Классификация
В подсемейство включают две трибы и 11 родов. По данным анализа 16S рРНК и гена субъединицы-1 цитохромоксидазы в состав этого подсемейства не включают род Platynectes.
- Триба Agabini Thomson, 1867
  - Agabus Leach, 1817
  - Agabinus Crotch, 1873
  - Hydronebrius Jakovlev, 1897
  - Ilybiosoma Crotch, 1873
  - Ilybius Erichson, 1832
  - Platambus Thomson, 1859
- Триба Hydrotrupini Roughley, 2000
  - Agametrus Sharp, 1882
  - Andonectes Guéorguiev, 1971
  - Hydrotrupes Sharp, 1882
  - Leuronectes Sharp, 1882
  - Platynectes Régimbart, 1879